# 로드 라 로크

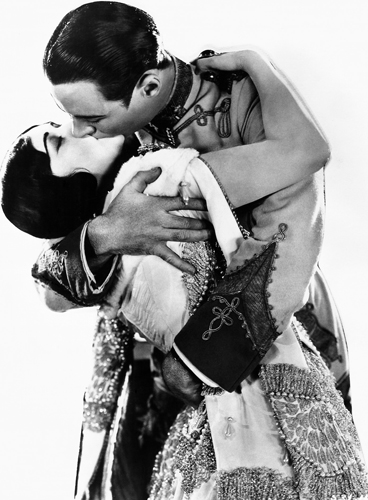

로드 라 로크(Rod La Rocque, 1898년 11월 29일 ~ 1969년 10월 15일)는 미국의 배우, 연극 배우이다.
시카고에서 태어났으며 베벌리힐스에서 사망하였다. 사인은 질병이다.

## 영화
- 존 도우를 찾아서 (1941년)
- 비욘드 투마로우 (1940년)
- 국제 범죄 (1938년)
- 샤도우 스트라이크 (1937년)
- 더 락키드 도어 (1929년)
- 쇼 피플 (1928년)
- 십계 (1923년)